# Championnat néerlandais de cyclisme contre le vent
Le championnat néerlandais de cyclisme contre le vent est une course néerlandaise, commandité par Eneco, qui se déroule chaque année depuis 2013 pendant des tempêtes (vent de force 7 ou plus sur l'échelle de Beaufort) sur l'Oosterscheldekering de l'Escaut oriental sur une distance d'environ 9 kilomètres. Depuis 2014, il existe également un contre-la-montre par équipe. Les courses ne sont pas réglementés par l'Union royale néerlandaise de cyclisme.

## Description
Les participants roulent contre le vent sur des vélos hollandais pour hommes fournis par l'organisation, sans changement de vitesses et avec freins à rétropédalage. Lorsqu'une tempête est prévue correspondant aux critères de vent, le championnat sera annoncé trois jours à l'avance et les gens pourront s'inscrire. Deux cents cyclistes individuels et 25 équipes de quatre cyclistes peuvent y participer. Les participants démarrent à trente secondes d'intervalle et celui qui réalise le meilleur temps gagne,.

### Annulations
La course doit satisfaire non seulement au critère de vent mais également à des critères de sécurité. Elle donc été annulée certaines années :
- En 2017 et 2019, il n’y a pas eu de compétition car les conditions de vent n’étaient pas réunies[3] ;
- En 2020, la course a été annulée prématurément en raison de l'approche de la tempête Ciara. Celle-ci a rendu la circulation des camions trop dangereuse sur l'Oosterscheldekering, de sorte que les vélos ne pouvaient plus être ramenés au départ[4] ;
- En 2021, les restrictions de la pandémie de Covid-19 ont empêché sa tenue ;
- En 2023, le championnat devait avoir lieu le 2 novembre lors de la tempête Ciarán mais le vent était beaucoup trop fort ce qui rendait trop dangereux l’entrée sur l'Oosterscheldekering[5].